# Foot of the Mountain (пісня)
«Foot of the Mountain» — перший сингл альбому «Foot of the Mountain» норвезького гурту a-ha, випущений 5 травня 2009 року. Пісня стала офіційним гімном Чемпіонату світу з легкої атлетики 2009 року в Берліні.
Відео для пісні знімали в Німеччині, а також на узбережжі Балтійського моря. Пісня посіла третю сходинку у Німецькому сингл-чарті.

## Музиканти
- Пол Воктор-Савой (Paul Waaktaar-Savoy) (6 вересня 1961) — композитор, гітарист, вокалист.
- Магне Фуругольмен (Magne Furuholmen) (1 листопада 1962) — клавішник, композитор, вокаліст, гітарист.
- Мортен Гаркет (Morten Harket) (14 вересня 1959) — вокаліст.

## Композиції

### German 2-track physical single
| #  | Назва                                  | Тривалість |
| -- | -------------------------------------- | ---------- |
| 1. | «Foot of the Mountain (Radio Edit)»    | 3:44       |
| 2. | «Foot of the Mountain (Album Version)» | 3:57       |

### UK Digital Bundle
| #  | Назва                                         | Тривалість |
| -- | --------------------------------------------- | ---------- |
| 1. | «Foot of the Mountain (Radio Edit)»           |            |
| 2. | «Foot of the Mountain (Album Edit)»           |            |
| 3. | «Foot of the Mountain (Bohème7 Remix)»        |            |
| 4. | «Foot of the Mountain (Erik Ljunggren Remix)» |            |
| 5. | «Foot of the Mountain (Video)»                |            |

## Позиції в чартах
- #3  Німеччина
- #8  Норвегія
- #16  Литва
- #28  Австрія
- #33  Швейцарія
- #66  Велика Британія